# Katavi (Region)
Katavi liegt im Westen von Tansania und ist eine der insgesamt 31 Regionen des Staates. Im Südwesten hat Katavi Anteil am Tanganjikasee, im Südosten grenzt es an den Rukwasee. Die Regions-Hauptstadt ist Mpanda.

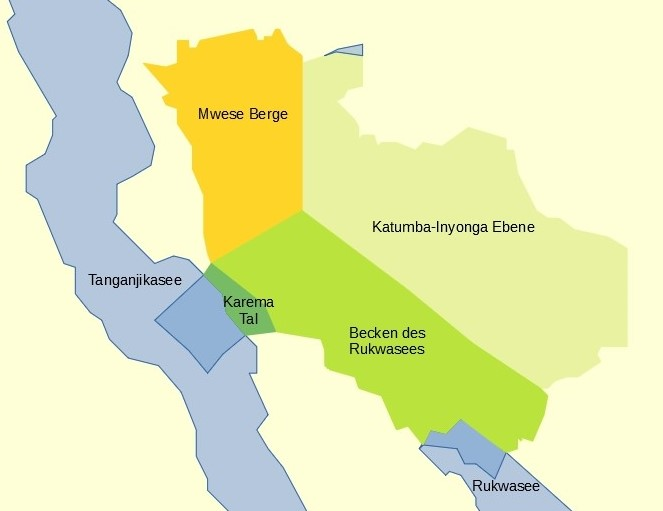
Katavi, klimatische Zonen

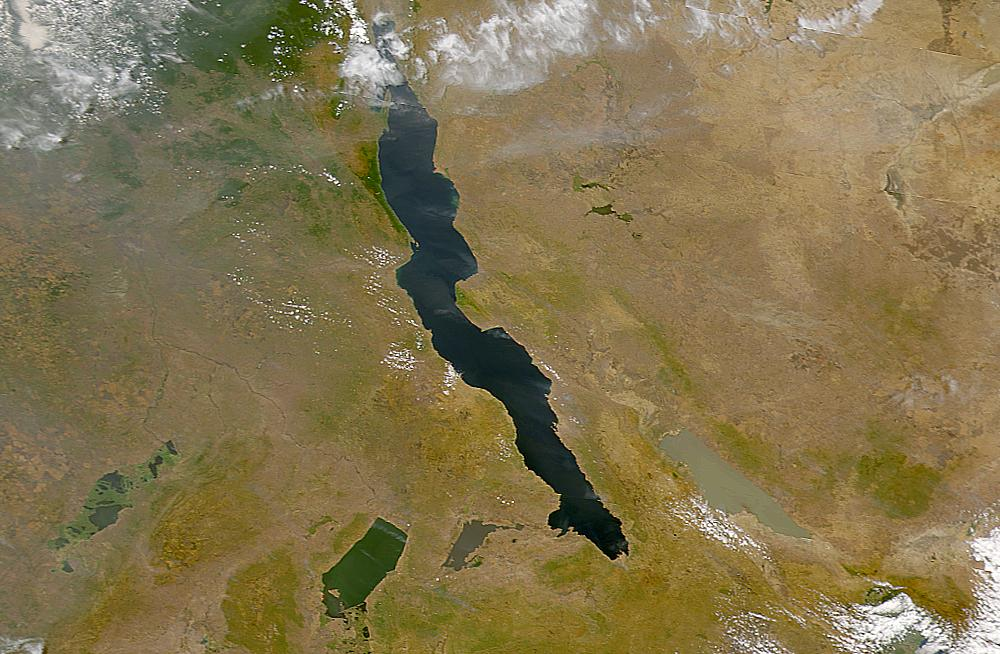
Der Tanganjikasee, östlich liegt die Region Katavi, nördlich des Rukwasees

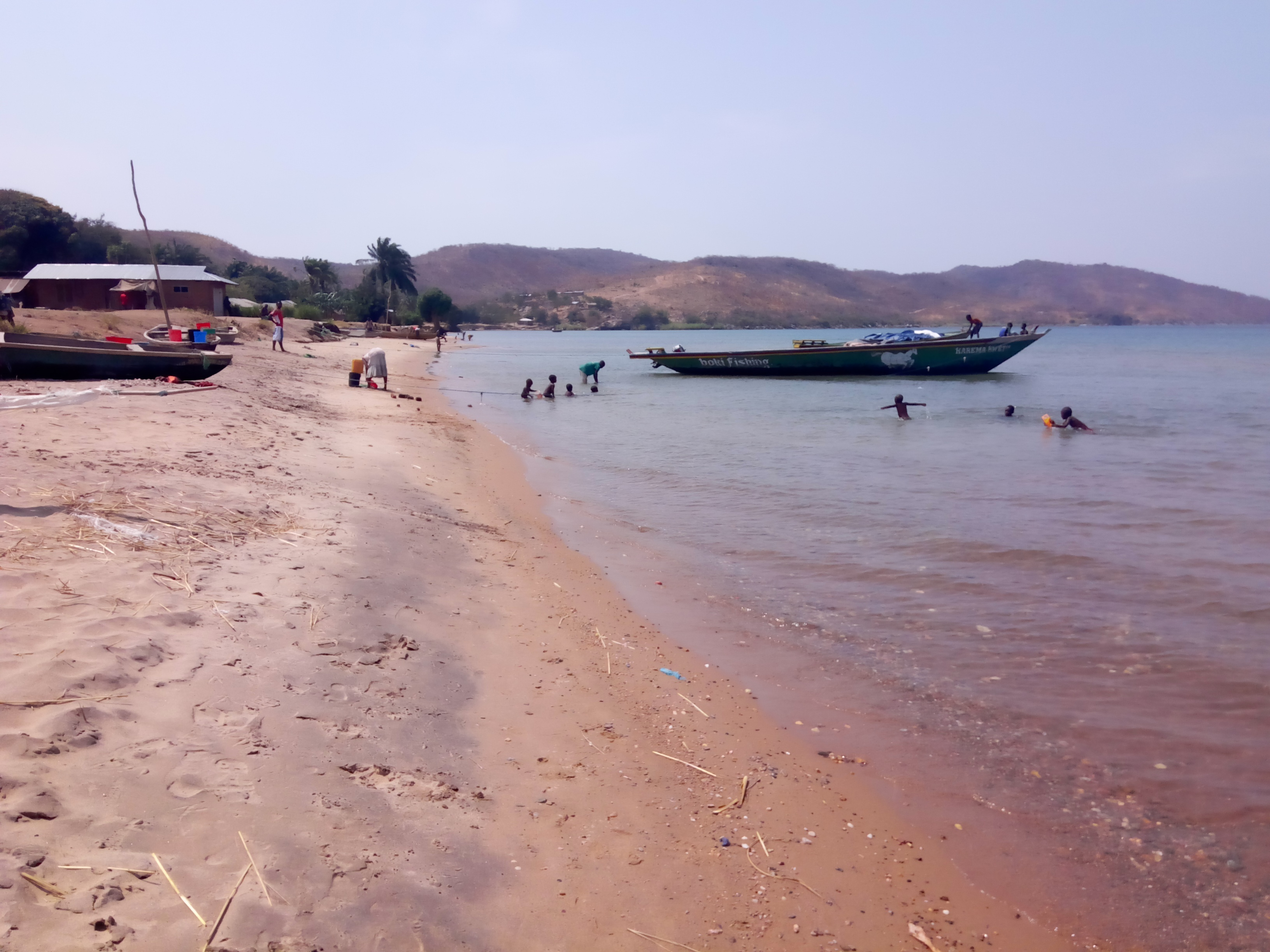
Karema am Tanganjikasee

## Geographie
Die Region hat eine Größe von 45.843 Quadratkilometer und rund 1,16 Millionen Einwohner (Volkszählung 202). Sie liegt zwischen 1000 und 2500 Metern über dem Meer. In den kühleren Monaten Juni und Juli liegt die Temperatur zwischen 13 und 16 Grad Celsius, um in den Monaten September bis November auf 26 bis 30 Grad zu steigen. In der Regenzeit zwischen November und April regnet es 700 bis 1300 Millimeter. Katavi ist in vier Zonen gegliedert:
- Becken des Rukwasee: Es umfasst den zentralen und südlichen Teil der Region und liegt in einer Höhenlage von 800 Meter am See bis zu 1100 Meter im Norden. Im Süden regnet es jährlich um 1250, im Norden von 840 bis 970 Millimeter.
- Katumba-Inyonga Ebene: Diese Ebene im Osten der Region wird vom Fluss Katumba durchflossen und liegt zwischen 1000 und 1500 Meter hoch. Die Niederschläge liegen zwischen 920 und 1000 Millimeter im Jahr.
- Mwese-Berge: Die Höhe dieser Bergregion im Nordwesten reicht von 1100 bis 2500 Meter. Die Niederschläge schwanken von jährlich 100 bis 1100 Millimeter.
- Tanganjika Becken mit dem Karema Tal im Südwesten: Die Zone liegt beginnend mit der Seehöhe von 770 Meter bis 1300 Meter über dem Meeresniveau. Die durchschnittliche Regenmenge im Jahr liegt zwischen 950 und 1200 Millimeter.[2][3]

### Klima
Das Klima in Katavi ist tropisch, Aw nach der effektiven Klimaklassifikation.

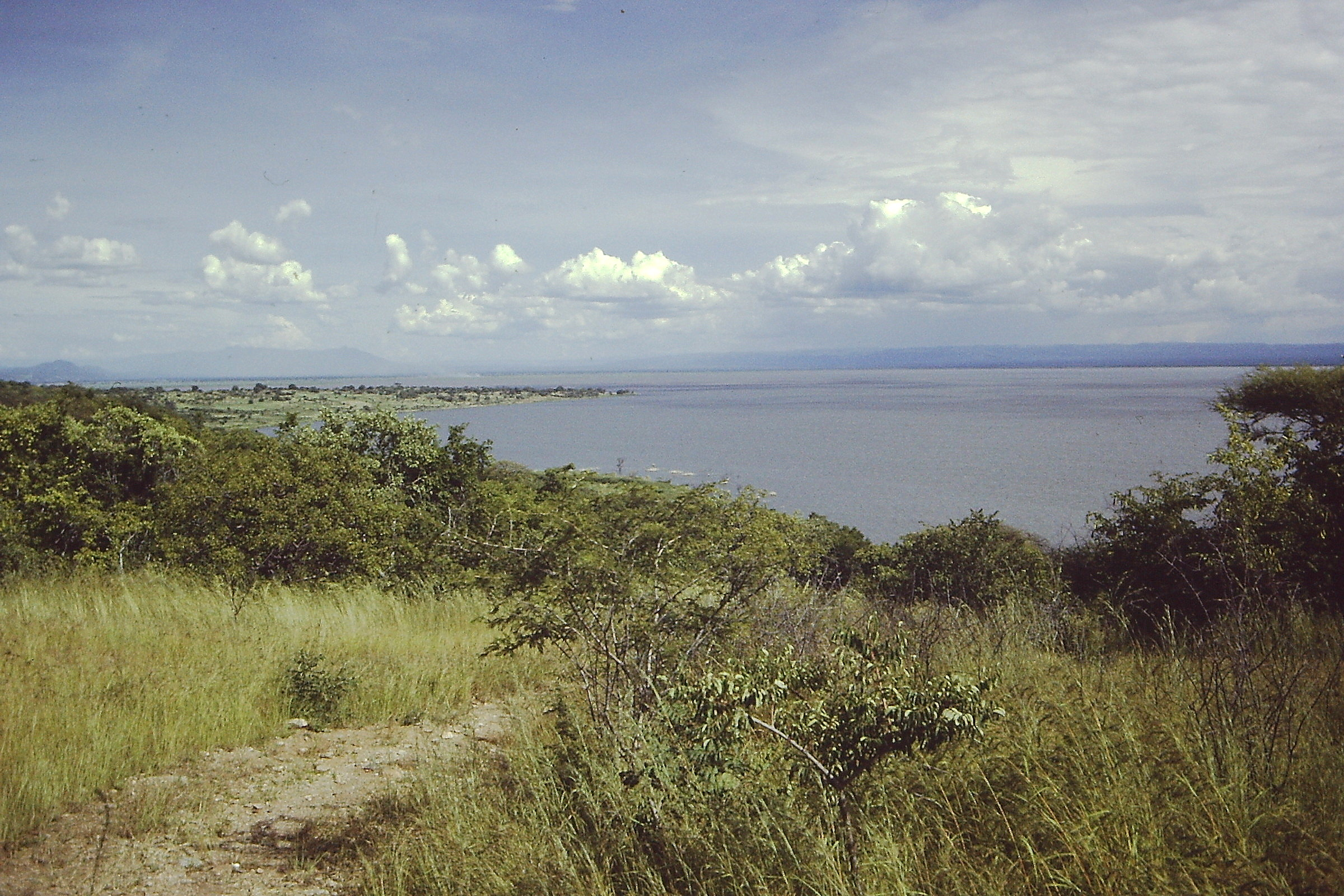
Der Rukwasee von Norden

|                        | Jan  | Feb  | Mär  | Apr  | Mai  | Jun  | Jul  | Aug  | Sep  | Okt  | Nov  | Dez  |   |      |
| Mittl. Temperatur (°C) | 24,9 | 24,9 | 24,8 | 24,7 | 24,2 | 23,1 | 22,7 | 23,9 | 25,3 | 26,2 | 25,7 | 24,9 | ⌀ | 24,6 |
| Mittl. Tagesmax. (°C)  | 29,9 | 30,2 | 30,1 | 30   | 29,9 | 30   | 29,7 | 30,5 | 31,6 | 32,2 | 31,2 | 29,9 | ⌀ | 30,4 |
| Mittl. Tagesmin. (°C)  | 19,9 | 19,7 | 19,5 | 19,5 | 18,5 | 16,2 | 15,7 | 17,4 | 19,1 | 20,3 | 20,2 | 19,9 | ⌀ | 18,8 |
|                        |      |      |      |      |      |      |      |      |      |      |      |      |   |      |
| Niederschlag (mm)      | 179  | 168  | 187  | 163  | 25   | 0    | 0    | 0    | 5    | 31   | 150  | 231  | Σ | 1139 |

| 19,9 |

| 19,7 |

| 19,5 |

| 19,5 |

| 18,5 |

| 16,2 |

| 15,7 |

| 17,4 |

| 19,1 |

| 20,3 |

| 20,2 |

| 19,9 |

| 19,9 |

| 19,7 |

| 19,5 |

| 19,5 |

| 18,5 |

| 16,2 |

| 15,7 |

| 17,4 |

| 19,1 |

| 20,3 |

| 20,2 |

| 19,9 |

### Nachbargemeinden
|       | Kigoma                                      | Tabora |
| Kongo | Kompassrose, die auf Nachbargemeinden zeigt |        |
| Rukwa |                                             | Mbeya  |

## Geschichte
Im Jahr 1964, als die Vereinigte Republik Tansania gegründet wurde, bestand die Region aus den drei Distrikten Kasulu, Kibondo und Kigoma. Damals lebten Europäer, Inder, Araber und Afrikaner in diesem Gebiet. Die Region Katavi in der heutigen Form wurde am 1. März 2012 gemeinsam mit den Regionen Njombe, Simiyu und Geita gegründet.

## Verwaltungsgliederung
Die Region wird in 5 Distrikte unterteilt:
| Distrikt     | Einwohner 2016 | Einwohner 2022 |
| ------------ | -------------- | -------------- |
| Mlele (DC)   | 46.019         | 118.818        |
| Mpanda (DC)  | 203.872        | 371.836        |
| Mpanda (MC)  | 117.109        | 245.764        |
| Mpimbwe (DC) | 117.934        | 215.438        |
| Nsimbo (DC)  | 157.663        | 201.102        |

## Bevölkerung
Im Jahr 2012 waren fast fünfzig Prozent der Bevölkerung unter 15 Jahre alt, weniger als vier Prozent waren älter als 60. Die Alphabetisierung betrug 60 Prozent bei Männern und 52 Prozent bei Frauen, der Prozentsatz war in städtischen Bereichen mit 71 Prozent deutlich über den 51 Prozent der ländlichen Bereiche (Stand 2012).

## Einrichtungen und Dienstleistungen
| - Bildung: Von den Über-Fünf-Jährigen besuchten 22 Prozent eine Schule, elf Prozent hatten den Schulbesuch ohne Abschluss abgebrochen. 28,5 Prozent hatten eine Schule abgeschlossen und 38,5 Prozent nie eine Schule besucht. - Gesundheit: In der Region gab es ein Krankenhaus und dreizehn Gesundheitszentren (Stand 2016). Die Anzahl der Apotheken nahm von 59 im Jahr 2012 auf 69 im Jahr 2016 zu. Die Malariarate wurde von zehn Prozent im Jahr 2012 auf sechs Prozent im Jahr 2015 gesenkt. - Wasser: Im Jahr 2018 hatten 50,2 % der Landbewohner in der Region Katavi Zugang zu sauberem Wasser. | Hier fehlt eine Grafik, die leider im Moment aus technischen Gründen nicht angezeigt werden kann. Wir arbeiten daran! |

## Wirtschaft und Infrastruktur
| Im Distrikt waren von den über Zehn-Jährigen 71 Prozent beschäftigt, elf Prozent waren im Haushalt tätig (Kochen, Hygiene, Pflege), dreizehn Prozent in Ausbildung, zwei Prozent arbeitslos und drei Prozent nicht arbeitsfähig. Von den Beschäftigten arbeiteten 82 Prozent in der Landwirtschaft (Stand 2012). In fast allen Landesteilen werden Mais und Maniok angebaut, in der Katumba-Ebene auch Tabak, Bohnen, Erdnüsse, Sonnenblumen und Zuckerrohr, in den Mwese-Bergen auch Bohnen, Bananen, Kaffee und Kartoffeln. Im Becken des Rukwasees und am Tanganjikasee wird auch Reis geerntet. Auch die Viehwirtschaft spielt in der Region eine wichtige Rolle, sowohl für die eigene Ernährung als auch als Zusatzeinkommen durch den Verkauf der Tiere und der aus ihnen erzeugten Produkte. Auch als Zugtiere werden sie verwendet. Mit Stand 2018 gab es in der Region 501.203 Rinder, 147.173 Ziegen, 45.414 Schafe, 14.813 Schweine und 630.057 Hühner. | Hier fehlt eine Grafik, die leider im Moment aus technischen Gründen nicht angezeigt werden kann. Wir arbeiten daran! |

### Landwirtschaft

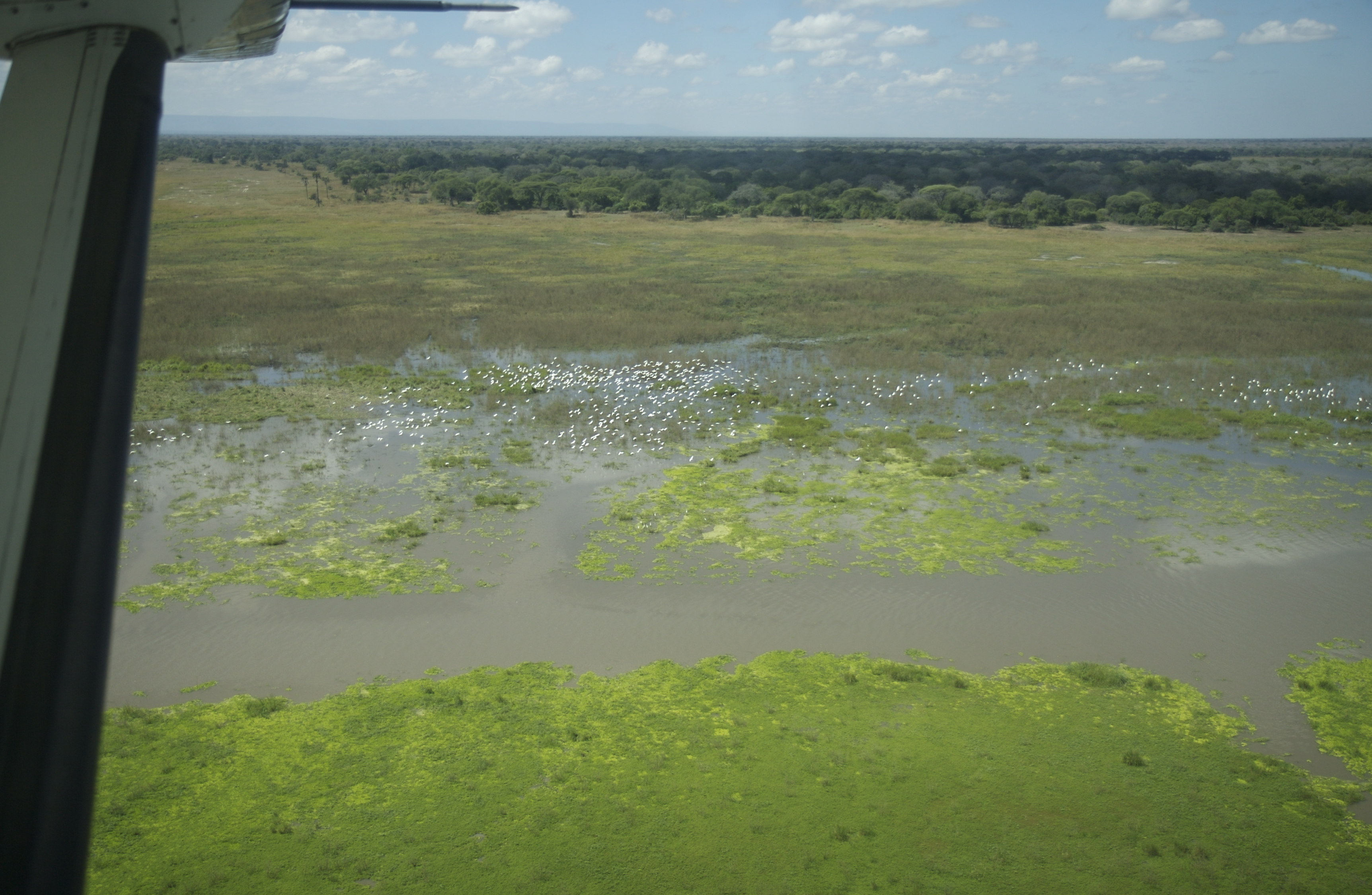
Katavi-Nationalpark aus der Luft

### Fremdenverkehr
Die Hauptattraktion der Region ist der Katavi-Nationalpark. Die Anzahl der Besucher stieg von 2854 im Jahr 2012 auf 3837 im Jahr 2016. Neben dem Nationalpark liegen die Jagdreservate Rukwa und Luafi, am Fluss Nugufu ist der Nkondwe-Wasserfall sehenswert.

### Bergbau
Die Region Katavi hat an Bodenschätzen die Erze von Eisen, Nickel, Kobalt, Kupfer sowie Gold und auch Edelsteine, wie grünen Turmalin und Rosenquarz. Der Abbau wird von kleinen, privaten Bergbaubetrieben durchgeführt.

### Infrastruktur
- Straßen: In der Region gibt es drei Hauptverkehrsstraßen, die alle von der Hauptstadt Mpanda ausgehen: Nach Norden in die Nachbarregion Kigoma, nach Süden nach Sumbawanga und weiter nach Sambia und nach Osten in die Nachbarregion Tabora.[16]
- Eisenbahn: Von der Hauptstadt führt die Mpanda-Bahnlinie 210 Kilometer nach Norden bis Kaliua, wo sie auf die Tanganjikabahn trifft.[17]

## Naturschutzgebiete, Sehenswürdigkeiten

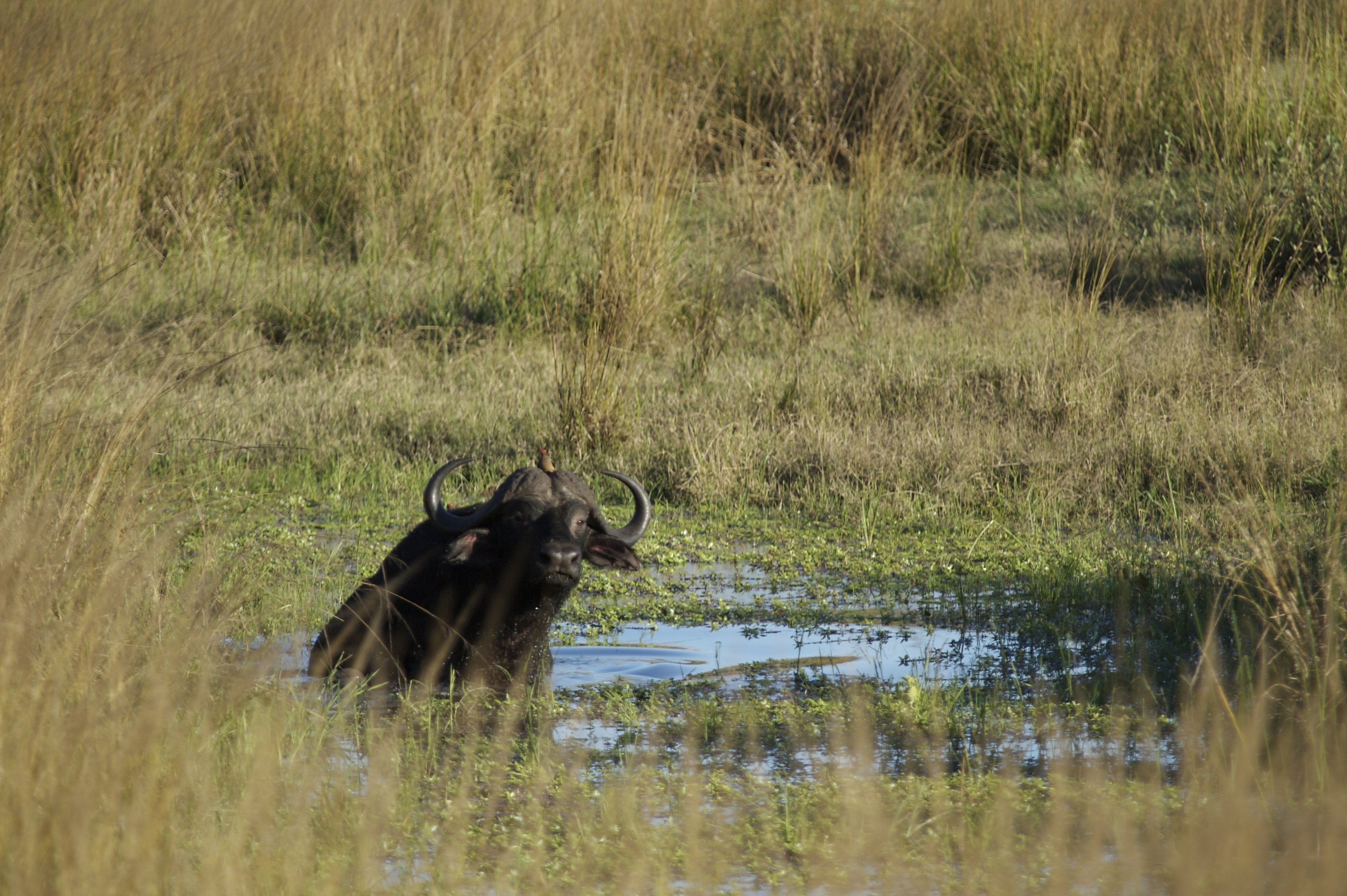
Büffel im Katavi-Nationalpark

- Katavi-Nationalpark: Der Nationalpark wurde im Jahr 1974 eingerichtet. Er ist mit 4471 Quadratkilometer der drittgrößte Nationalpark in Tansania und beherbergt große Büffelherden von bis zu 1000 Tieren. Ebenfalls im Park leben 3000 Elefanten, Antilopen, Zebras, Gnus und die Raubkatzen Gepard, Serval, Leopard und Löwe.[13][18]
- Nkondwe-Wasserfall: Wasserfall des Flusses Lugufu.[14]